# JAM -the drama-
『JAM -the drama-』（ジャム ザ ドラマ）は、劇団EXILE総出演の”因果応報エンターテイメントムービー”映画『jam』の世界観そのままに、SABU監督が織りなす新たな物語。2021年8月26日よりABEMAにてにて独占無料放送される。

## キャスト
- 横山田 ヒロシ：青柳翔
- 西野 タケル：町田啓太
- 川崎 テツオ：鈴木伸之
- 山下 トオル（山下 真一）：秋山真太郎
- 金城 タロー：八木将康
- 世良 コージ：小澤雄太
- 滝口 ジュン：小野塚勇人
- 前島（レスリー・チャンチャン）：佐藤寛太
- 港町 タカシ：SWAY
- 向井昌子：筒井真理子
- 大石ラリア：恒松祐里
- 美咲：清水くるみ
- 岩国トモヨ：清水葉月

　 特別出演：八代亜紀、純烈、EXILE NAOTO

## スタッフ
- 監督・脚本・編集：SABU
- エグゼクティブプロデューサー：EXILE HIRO、藤田晋
- 統括プロデューサー：森広貴、山内隆裕
- プロデューサー：清水洋一、近藤奈緒、小河原修、江良圭
- 協力プロデューサー：紙谷零、柳昌寿、舟山貴規
- プロジェクトマネージャー：川島彩乃(ABEMA)、橋本達也(ABEMA)、齋藤里奈(ABEMA)
- 音楽：松本淳一
- 撮影：江﨑朋生
- 照明：三善章誉
- 録音：小林圭一
- 美術監督：山下修侍
- 衣装：丸山佳奈
- 製作：LDH JAPAN（森雅貴、井上鉄大）、サイバーエージェント（小紫裕介、南千尋）
- 制作：ディープサイド

## エンディング曲
- BIRTHDAY BOYS「NEED UR LOVE」

## 挿入歌
- 純烈 with 横山田ヒロシ、港町タカシ「今夜 涙じゃ帰れない」[3]
- 横山田ヒロシ「こんばんは、ありがとう」
- 港町タカシ「MA･SA･KO」
- 鈴木伸之「君のすべてに僕はなる」[3]
- ジャッカル「キャモン！」

## 配信日程
| 話数   | 配信日   | サブタイトル                    | 配信分 |
| ------ | -------- | ------------------------------- | ------ |
| 第1話  | 8月26日  | the Destiny / 動き出した運命    | 33分   |
| 第2話  | 9月2日   | the Memories / 過去の出来事     | 28分   |
| 第3話  | 9月9日   | the Change / 壊すことと創ること | 31分   |
| 第4話  | 9月16日  | the Team / 自分の居場所         | 28分   |
| 第5話  | 9月23日  | re Start / 新たな一歩           | 28分   |
| 第6話  | 9月30日  | the Wish / 愛のカタチ           | 33分   |
| 第7話  | 10月7日  | the Stage / 開花する能力        | 28分   |
| 最終話 | 10月14日 | the Truth / 信頼の先に          | 32分   |